# 李玉伟
李玉伟（1958年1月26日—），辽宁省沈阳市人，中国男子射击队运动员。

## 主要成绩
1979年，李玉伟进入沈阳市陆上运动学校，从事移动靶射击训练。1981年，他被选入辽宁射击队，同年参加全国青少年射击冠军赛，以388环的成绩获移动靶混合速冠军。1984年，美国洛杉矶第23届夏季奥运会男子50米移动靶标准速比赛中，他以总分587环成绩获得金牌。1986年的第44届世界射击锦标赛，黄世平、李玉伟、杨伊明共同获得了射击男子移动靶混合速团体冠军。1987年，获世界杯混合速个人冠军（396环）和标准速个人冠军（685环）。1993年，第七届全运会射击项目在四川举行，李玉伟仅获第五名。同年底，他决定退役担任教练。历任辽宁省军事体育陆上运动学校副校长、辽宁省射击射箭运动管理中心主任。